# Sergio Doplicher
Sergio Doplicher (Trieste, 30 de dezembro de 1940) é um físico matemático italiano.
Obteve um doutorado orientado por Giovanni Jona-Lasinio. De 1976 a 2011 foi professor ordinário de mecânica quântica no Departamento de Matemática da Universidade de Roma "La Sapienza", onde aposentou-se em 2011.
Foi palestrante convidado do Congresso Internacional de Matemáticos em Quioto  (1990). Foi eleito em 2012 fellow da American Mathematical Society. Dentre seus orientados consta Roberto Longo.

## Publicações selecionadas
- editor com Roberto Longo: Noncommutative Geometry, CIME Summer School Lectures, Martina Franca, Itália 2000, Springer 2004
- editor com Gianfausto Dell'Antonio and Giovanni Jona-Lasinio: Mathematical problems in physics (Rome 1977), Lecture notes in physics 80, Springer Verlag 1978
- com Fausta Ferro-Luzzi: Il De Rerum Natura di Giorgione, il teatro di Giovanni Bellini e lo sguardo della Gioconda, Aracne, Roma 2011
- O sol che sani ogne vista turbata, Note sulla Ragione nella Divina Commedia (Foreword Dante Della Terza), Edicampus, Roma 2014